# Henrik Tallinder
Per Henrik Tallinder, född 10 januari 1979 i Vantörs församling, Stockholms län, är en svensk före detta professionell ishockeyspelare. Han påbörjade sin seniorkarriär med moderklubben AIK i Elitserien säsongen 1996/97. Under sommaren 1997 draftades han av NHL-klubben Buffalo Sabres i den andra rundan som 48:e spelare totalt. Efter att ha spelat en säsong för HC TPS i Liiga 2000/01, där han vann finskt guld, anslöt han säsongen därpå till Sabres med vilka han spelade totalt nio säsonger.
Under NHL-lockouten 2004/05 spelade han både för Linköping HC i Elitserien och SC Bern i NLA. Mellan 2010/11 och 2012/13 spelade han för New Jersey Devils innan han återvände till Sabres 2013/14, som blev hans sista säsong i NHL. Under sin tid i Nordamerika spelade han också i AHL för Rochester Americans och Hartford Wolf Pack. I slutet av 2014 återvände han till Europa, för spel med ZSC Lions i NLA. Därefter spelade han tre säsonger för HC TPS i Liiga innan han i oktober 2018 meddelade att han avslutat sin karriär som ishockeyspelare.
Han representerade det Svenska landslaget under två OS-turneringar och en VM-turnering, och tog ett OS-silver 2014 i Sotji och ett VM-guld i Sverige 2013.

## Karriär

### Klubblagskarriär

#### 1996–2001: Början av karriären och finsk mästare
Tallinder påbörjade sin ishockeykarriär i moderklubben AIK. Säsongen 1996/97 gjorde han debut i Elitserien då han spelade en grundseriematch för klubben. Under sommaren 1997 blev Tallinder vald i NHL Entry Draft av Buffalo Sabres i den andra rundan som 48:e spelare totalt. Säsongen därpå plockades Tallinder upp från AIK:s juniorsektion och skrev ett senioravtal med klubben. Han spelade totalt 34 grundseriematcher där han gick poänglös ur samtliga. Under säsongen lånades han också ut till Piteå HC i Division I där han på sex grundseriematcher noterades för ett mål och två assistpoäng.
Tallinder spelade sedan ytterligare två säsonger för AIK innan han inför säsongen 2000/01 lämnade Sverige för spel med HC TPS i den finska Liiga. Under säsongens gång förlängde Tallinder sitt avtal med klubben. TPS slutade på andra plats i grundserien och tog sig till final i det efterföljande slutspelet sedan man slagit ut Pelicans och Kärpät (båda med 3–0 i matcher) i kvarts-, respektive semifinal. TPS vann sedan guld då man besegrat Tappara med 3–1 finalserien. Tillsammans med fem andra spelare var Tallinder med två mål den back som gjorde flest mål i slutspelet. Han var också den som hade näst bäst plus/minus-statistik bland samtliga spelare i slutspelet (+8).

#### 2001–2010: Buffalo Sabres
I mitten av juli 2001 meddelades det att Tallinder skrivit kontrakt med Buffalo Sabres i NHL. Tallinder spelade nästan hela den följande säsongen för Sabres farmarlag Rochester Americans i AHL. På 73 grundseriematcher stod han för 20 poäng, varav sex mål. I slutet av säsongen gjorde han NHL-debut, den 12 april 2002, i en match mot Washington Capitals. Han spelade sedan ytterligare en match för Sabres innan säsongens slut. Säsongen 2002/03 fick Tallinder större förtroende i NHL och spelade 46 grundseriematcher för Sabres. Den 10 december 2002 gjorde han sitt första NHL-mål, på Martin Prusek, i en 2–4-förlust mot Ottawa Senators. Totalt stod Tallinder för tre mål och tio assist under säsongens gång. Han spelade sedan ytterligare en säsong för Sabres, där han på 72 grundseriematcher stod för ett mål och nio assist. Sabres misslyckades att ta sig till slutspel för tredje året i följd.
Tallinder kom tillbaka till Sverige igen när NHL-lockouten. Den 8 september 2004 meddelade Linköping HC att man skrivit ett avtal med Tallinder. I sin andra match för klubben gjorde han sitt första Elitseriemål, det matchavgörande på Andreas Hadelöv, i en 2–1-seger mot Malmö Redhawks den 23 september 2004. Tallinder och kollegorna Kristian Huselius och Andreas Lilja hördes upplysningsvis angående en anmälan om gruppvåldtäkt av en 22-årig kvinna i februari 2005, men ärendet avskrevs då brott ej kunde styrkas. Huselius och Tallinder avskedades på grund av händelsen från Linköping HC och tvingades skänka innestående lön till klubbens ungdomsverksamhet. Trots att han fick avsluta Elitseriensäsongen i förtid, hade han bäst plus/minus-statistik i hela grundserien (+30). Den 22 februari 2005 meddelades det att Tallinder lämnat Sverige för att avsluta säsongen med den schweiziska klubben SC Bern i NLA. På tio matcher med Bern stod Tallinder för ett mål och en målgivande passning.
Säsongen 2005/06 återvände Tallinder till Buffalo i NHL. Han spelade samtliga 82 matcher i grundserien och noterades för sin poängmässigt främsta NHL-säsong. Den 22 april 2006 spelade han sin första match i Stanley Cup-slutspelet. Buffalo tog sig till semifinalspel sedan man slagit ut både Philadelphia Flyers och Ottawa Senators. I semifinalseriens tredje match, mot Carolina Hurricanes, bröt Tallinder armen efter att ha tacklats av motståndarnas Mark Recchi. Tallinders säsong avslutades därför i förtid och Sabres slogs sedan ut av Hurricanes med 4–3 i matcher. I slutspelet var Tallinder den spelare som hade bäst plus/minus-statistik (+14). I inledningen av säsongen 2006/07 bröt Tallinder samma arm och missade därför en stor del av grundserien. På 47 matcher noterades han för fyra mål och tio assistpoäng. För andra säsongen i följd tog sig Sabres till Stanley Cup-semifinal, detta sedan man slagit ut båda New York-lagen: Islanders och Rangers. I semifinal föll man dock mot Ottawa Senators med 4–1 i matcher.

#### 2010–2018: New Jersey Devils och återkomst till Europa
Efter ytterligare tre säsonger med Sabres meddelades det den 1 juli 2010 att Tallinder skrivit ett fyraårskontrakt med ett värde på 13,5 miljoner dollar med New Jersey Devils. Han spelade samtliga 82 grundseriematcher för Devils under sin första säsong med klubben. Säsongen därpå drabbades han dock i januari 2012 av en blodpropp i benet och spelade endast 39 grundseriematcher. Han gjorde comeback drygt fyra månader senare, då Devils tagit sig till Stanley Cup-final. Han hade missat de tre inledande matcherna, som Devils hade förlorat mot Los Angeles Kings. Laget vann dock de två efterföljande matcherna, men föll sedan med 6–1 seriens sjätte match. Säsongen 2009/10 blev förkortad på grund av NHL-lockout och den kom också att bli Tallinders sista med Devils. Laget misslyckades att ta sig till slutspel och på 25 grundseriematcher noterades Tallinder för ett mål och tre assist.
Den 7 juli 2013 meddelades det att Devils bytt bort Tallinder till Sabres, mot Riley Boychuk. Tallinder utsågs till en av Sabres assisterande lagkaptener och spelade 64 grundseriematcher i vad som kom att bli hans sista säsong i NHL. I september 2014 anslöt han till Toronto Maple Leafs träningsläger men ådrog sig en axelskada och blev därefter inte erbjuden något kontrakt av klubben. Den 24 november 2014 skrev Tallinder ett try out-avtal med Hartford Wolf Pack i AHL. Han spelade endast fyra matcher för klubben innan han bröt avtalet i mitten av december samma år. Den 29 december 2014 bekräftades det att Tallinder lämnat Nordamerika för spel med ZSC Lions i Nationalliga A för återstoden av säsongen. Laget vann grundserien och tog sig sedan till final i det efterföljande slutspelet – där föll man dock med 1–4 i matcher mot HC Davos.
Den 28 juli 2015 bekräftades det att Tallinder återvänt till HC TPS i Liiga då han tecknat ett ettårsavtal med klubben, med option på ytterligare en säsong. Han utsågs till en av lagets assisterande kaptener och var i grundserien TPS poängmässigt bästa back med 21 poäng på 54 matcher (5 mål, 16 assist). Tallinder var också den spelare i laget som hade bäst plus/minus statistik i grundserien (+18). I slutspelet slogs laget ut i kvartsfinal av Kärpät med 4–2 i matcher. Tallinder vann lagets interna skytteliga under slutspelet med tre gjorda mål på åtta matcher. Den 18 maj 2016 meddelades det att Tallinder skulle komma att fortsätta spela för klubben i ett år till. Likt föregående säsong vann Tallinder lagets interna poängliga bland backarna. Han gjorde sin poängmässigt bästa säsong i Liiga med 29 poäng på 59 grundseriematcher (10 mål, 19 assist). Han var också den spelare i laget som drog på sig flest utvisningsminuter (65). För andra året i följd slogs TPS ut i kvartsfinal – denna gång mot HIFK med 4–2 i matcher. Tallinder blev uttagen till Liigas All Star-lag.
Tallinder förlängde sitt avtal med TPS den 3 maj 2017 med ytterligare en säsong, vilken kom att bli hans sista. Laget slutade på andra plats i grundserien och tog sig sedan till semifinal, där man slogs ut av Tappara med 4–0 i matcher. Tallinder missade andra halvan av slutspelet då han tvingats till operation i början av april 2018. Den 9 oktober 2018 meddelade Tallinder officiellt att han avslutat sin karriär som ishockeyspelare.

### Landslagskarriär

#### 1997–1999: Ungdoms och juniorlandslag
1997 blev Tallinder uttagen till Sveriges U18-landslag och var med då U18-EM avgjordes i Tjeckien. Sverige gick obesegrade genom turneringen, men slutade tvåa, endast en poäng bakom Finland. Tallinder spelade fyra av Sveriges sex matcher och gick poänglös ur turneringen. Året därpå blev Tallinder uttagen till sitt första JVM, som detta år avgjordes i Finland. Sverige slutade sexa, efter att ha förlorat kvartsfinalen mot Schweiz. På sju matcher noterades Tallinder för en assistpoäng. Han var också med i JVM-truppen när JVM avgjordes i Kanada året därpå. Sverige gick obesegrade ur gruppspelet och ställdes mot värdnationen i semifinal. Väl där föll man med 1–6, och förlorade sedan även bronsmatchen mot Slovakien, med 4–5. Tallinder spelade endast tre matcher i turneringen, där han inte noterades för några poäng.

#### 2000–2014: A-landslaget

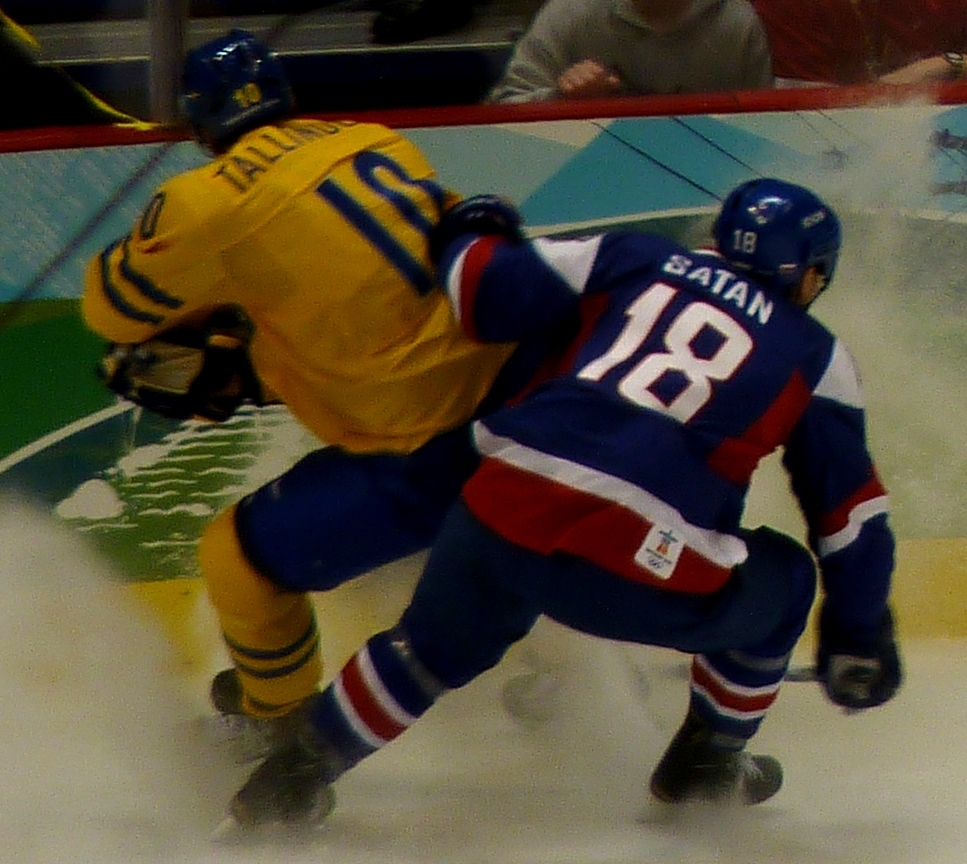
Tallinder i landslagströja 2010.

Tallinder gjorde A-landslagsdebut under Karjala Tournament den 9 november 2000 i en 4–1-seger mot Tjeckien. Under Sweden Hockey Games 2005 blev Tallinder och landslagskollegorna Kristian Huselius och Andreas Lilja hörda upplysningsvis angående en anmälan om gruppvåldtäkt av en 22-årig kvinna som sades ha ägt rum den 9 februari. Två dagar senare, den 11 februari, lades förundersökningen ned och åklagaren kommenterade att det som hade framkommit i utredningen inte gav tillräckligt stöd för det brottspåstående som hade lämnats i anmälan; åklagarens uppfattning efter utredningen var att det inte hade skett något brott alls. Dagen efter att förundersökningen hade lagts ned stängde Svenska Ishockeyförbundet (SIF) av spelarna från fortsatt spel i landslaget säsongen 2004–2005. Den 3 mars återupptog överåklagaren förundersökningen med ändrad rubricering från våldtäkt till sexuellt utnyttjande. Den 1 juni förlängdes avstängningen från landslaget över säsongen 2005–2006, vilket medförde att Tallinder missade både OS i Turin 2006 och VM i Lettland 2006. SIF:s ordförande Christer Englund menade att spelarna hade svärtat ned svensk hockey och dess varumärke. I början av juni lades även den andra förundersökningen ned, utan att spelarna hade behövts förhöras igen och de var aldrig delgivna misstanke om brott. Avstängningen i nästan två säsonger, som var ett av de hårdaste straffen i svensk hockeys historia, upphävdes inte. Englund sade att "Vad som skulle hända rättsligt var aldrig en del i den prövning vi gjorde" och menade att spelarna inte hade uppträtt som ett föredöme inom sporten.
Han gjorde comeback i svenska landslaget då han blev uttagen till OS 2010 i Vancouver. Efter att laget inlett gruppspelet med tre raka segrar, ställdes man mot Slovakien i kvartsfinal. Där förlorade man med 3–4 och på fyra spelade matcher gick Tallinder poänglös. Tallinder spelade sitt första, och enda, VM 2013 i Sverige. I gruppspelets andra match, den 4 maj 2013, gjorde han sitt första A-landslagsmål, på Alexander Salák, i en 2–1-seger mot Tjeckien. Sverige gick vidare från gruppspelet och slog sedan ut både Kanada (3–2) och Finland (3–0) i kvarts-, respektive semifinal. I finalen besegrades Schweiz med 5–1 och Tallinder tilldelades därmed ett VM-guld. På tio spelade matcher noterades han för ett mål och två assistpoäng.
Därefter blev Tallinder uttagen till Sveriges trupp till OS i Sotji 2014 och fick därmed spela sitt andra OS. Han fick dock begränsat med speltid. I gruppspelet, där Sverige vann samtliga av sina matcher, spelade han de två första matcherna. Sverige tog sig till final efter att ha slagit ut Slovenien (5–0) och Finland (2–1) i kvarts-, respektive semifinal. Tallinder spelade igen i finalen, mot Kanada, där Sverige föll med 3–0. På de tre matcher han spelade gick han poänglös. Detta kom också att bli Tallinders sista A-landslagsmatch.

## Statistik

### Klubbkarriär
| 1996–97           | AIK                 | Elitserien        | 1   | 0  | 0   | 0   | 0   | —  | — | —  | —  | —  |
| 1997–98           | AIK                 | Elitserien        | 34  | 0  | 0   | 0   | 26  | —  | — | —  | —  | —  |
| 1997–98           | Piteå HC            | Div. I            | 6   | 1  | 2   | 3   | 5   | —  | — | —  | —  | —  |
| 1998–99           | AIK                 | Elitserien        | 36  | 0  | 0   | 0   | 30  | —  | — | —  | —  | —  |
| 1999–00           | AIK                 | Elitserien        | 50  | 0  | 2   | 2   | 59  | —  | — | —  | —  | —  |
| 2000–01           | TPS                 | Liiga             | 56  | 5  | 9   | 14  | 62  | 10 | 2 | 1  | 3  | 8  |
| 2001–02           | Rochester Americans | AHL               | 73  | 6  | 14  | 20  | 26  | 2  | 0 | 0  | 0  | 0  |
| 2001–02           | Buffalo Sabres      | NHL               | 2   | 0  | 0   | 0   | 0   | —  | — | —  | —  | —  |
| 2002–03           | Buffalo Sabres      | NHL               | 46  | 3  | 10  | 13  | 28  | —  | — | —  | —  | —  |
| 2003–04           | Buffalo Sabres      | NHL               | 72  | 1  | 9   | 10  | 26  | —  | — | —  | —  | —  |
| 2004–05           | Linköping HC        | Elitserien        | 44  | 6  | 10  | 16  | 63  | —  | — | —  | —  | —  |
| 2004–05           | SC Bern             | NLA               | —   | —  | —   | —   | —   | 10 | 1 | 1  | 2  | 4  |
| 2005–06           | Buffalo Sabres      | NHL               | 82  | 6  | 15  | 21  | 74  | 14 | 2 | 6  | 8  | 16 |
| 2006–07           | Buffalo Sabres      | NHL               | 47  | 4  | 10  | 14  | 34  | 16 | 0 | 2  | 2  | 10 |
| 2007–08           | Buffalo Sabres      | NHL               | 71  | 1  | 17  | 18  | 48  | —  | — | —  | —  | —  |
| 2008–09           | Buffalo Sabres      | NHL               | 66  | 1  | 11  | 12  | 36  | —  | — | —  | —  | —  |
| 2009–10           | Buffalo Sabres      | NHL               | 82  | 4  | 16  | 20  | 32  | 6  | 0 | 2  | 2  | 2  |
| 2010–11           | New Jersey Devils   | NHL               | 82  | 5  | 11  | 16  | 40  | —  | — | —  | —  | —  |
| 2011–12           | New Jersey Devils   | NHL               | 39  | 0  | 6   | 6   | 16  | 3  | 0 | 0  | 0  | 0  |
| 2012–13           | New Jersey Devils   | NHL               | 25  | 1  | 3   | 4   | 10  | —  | — | —  | —  | —  |
| 2013–14           | Buffalo Sabres      | NHL               | 64  | 2  | 6   | 8   | 34  | —  | — | —  | —  | —  |
| 2014–15           | Hartford Wolf Pack  | AHL               | 4   | 0  | 1   | 1   | 0   | —  | — | —  | —  | —  |
| 2014–15           | ZSC Lions           | NLA               | 16  | 1  | 3   | 4   | 12  | 18 | 0 | 3  | 3  | 24 |
| 2015–16           | TPS                 | Liiga             | 54  | 5  | 16  | 21  | 115 | 8  | 3 | 1  | 4  | 8  |
| 2016–17           | TPS                 | Liiga             | 59  | 10 | 19  | 29  | 65  | 6  | 1 | 2  | 3  | 0  |
| 2017–18           | TPS                 | Liiga             | 46  | 5  | 17  | 22  | 50  | 5  | 0 | 3  | 3  | 16 |
| NHL totalt        | NHL totalt          | NHL totalt        | 678 | 28 | 114 | 142 | 378 | 39 | 5 | 10 | 12 | 28 |
| Liiga totalt      | Liiga totalt        | Liiga totalt      | 215 | 25 | 61  | 86  | 292 | 29 | 6 | 7  | 13 | 32 |
| Elitserien totalt | Elitserien totalt   | Elitserien totalt | 164 | 6  | 12  | 18  | 204 | —  | — | —  | —  | —  |

### Internationellt
| År            | Lag           | Turnering     | Matcher | Mål | Assists | Poäng | Utv. |
| ------------- | ------------- | ------------- | ------- | --- | ------- | ----- | ---- |
| 1997          | Sverige       | JEM           | 4       | 0   | 0       | 0     | 0    |
| 1998          | Sverige       | JVM           | 7       | 1   | 0       | 1     | 6    |
| 1999          | Sverige       | JVM           | 3       | 0   | 0       | 0     | 2    |
| 2010          | Sverige       | OS            | 4       | 0   | 0       | 0     | 4    |
| 2013          | Sverige       | VM            | 10      | 1   | 2       | 3     | 18   |
| 2014          | Sverige       | OS            | 3       | 0   | 0       | 0     | 2    |
| Junior totalt | Junior totalt | Junior totalt | 14      | 1   | 0       | 1     | 8    |
| Senior totalt | Senior totalt | Senior totalt | 17      | 1   | 2       | 3     | 24   |